# Saari, Lojo
Saari är en ö i Finland.   Den ligger i kommunen Lojo i den ekonomiska regionen  Helsingfors  och landskapet Nyland, i den södra delen av landet, 50 km väster om huvudstaden Helsingfors.